# Kamíxenka
Kamíxenka (en rus: Камышенка) és un poble de l'óblast de Kémerovo, a Rússia, que en el cens del 2010 tenia 205 habitants, pertany al districte de Mariïnsk.